# Hermann Helewegh
Hermann Helewegh, auch Hermann Westfal (* vor 1444; † nach 1489 in Riga) war Ratsschreiber in Riga und Chronist der Stadt.

## Leben
Hermann Helewegh studierte ab 1444 erstmals an der Universität Rostock. Er war Ratsschreiber der Hansestadt Riga. Im amtlichen Auftrag des Rates der Stadt verfasste er als Chronist deren erste Stadtchronik unter dem Überlieferungstitel Das rote Buch inter Archiepiscopalia in niederdeutscher Sprache. Sie wurde von dem Stadtarchivar Johann Witte Mitte des 17. Jahrhunderts in die hochdeutsche Sprache übersetzt und ergänzt; diese Handschrift ist überliefert. Er wurde später Ratsherr in Riga und soll um 1500 verstorben sein.

## Schriften
- vollständige und interpolierte Abschrift der Chronik durch Johann Witte im Staatsarchiv Riga[2]